# Užitný vzor
Užitný vzor je ochrana, která je na základě zákona č. 478/1992 Sb., o užitných vzorech, poskytována technickým řešením, která jsou nová, přesahují rámec pouhé odborné dovednosti a která jsou průmyslově využitelná. Novost technického řešení se přitom posuzuje podle aktuálního stavu techniky a průmyslová využitelnost zase podle toho, zda může být dané řešení opakovaně využíváno v hospodářské činnosti. Ochranu užitným vzorem má především původce technického řešení, tedy ten, kdo jej vytvořil vlastní tvořivou prací, případně ji může uplatňovat i jeho právní zástupce.
Užitné vzory zapisuje do rejstříku užitných vzorů Úřad průmyslového vlastnictví.

## Nelze chránit
Jako užitný vzor nelze chránit především:
- objevy, vědecké teorie a matematické metody,
- pouhé vnější úpravy výrobků,
- plány, pravidla a způsoby vykonávání duševní činnosti,
- programy počítačů,
- pouhé uvedení informace,
- technická řešení, která jsou v rozporu s obecnými zájmy, zejména se zásadami lidskosti a veřejné morálky,
- odrůdy rostlin a plemena zvířat, jakož i biologické reproduktivní materiály,
- způsoby výroby nebo pracovní činnosti.

## Účinky a doba platnosti užitného vzoru
Bez souhlasu majitele užitného vzoru nesmí nikdo při své hospodářské činnosti dané technické řešení vyrábět, uvádět do oběhu nebo upotřebit. Majitel užitného vzoru ale může poskytnout souhlas (licenci) k využívání technického řešení nebo i užitný vzor na jinou osobu převést. Účinky ochrany jsou tedy stejné, jako ochrana patentem, registrace technického řešení jako užitného vzoru je ale rychlejší a jednodušší, protože řízení je prováděno jen na základě tzv. registračního principu, když Úřad průmyslového vlastnictví nezkoumá, zda je dané řešení opravdu způsobilé k ochraně, ale posuzuje jen základní zákonné podmínky zápisu. Užitný vzor se nicméně hodí spíše pro předměty menšího ekonomického významu nebo s nižší vynálezeckou úrovní, naopak je vhodnější zvolit patentovou ochranu, pokud k využití daného technického řešení dojde až později.
Užitný vzor platí čtyři roky ode dne podání přihlášky k zápisu do rejstříku užitných vzorů, dobu platnosti ale může Úřad průmyslového vlastnictví prodloužit až dvakrát vždy o tři roky. Maximální doba ochrany užitným vzorem je tedy 10 let. Po vypršení této doby ochrana zanikne, zanikne však také tehdy, pokud se majitel daného užitného vzoru vzdá.